# Айба (приток Балды)
А́йба (Бардя́нка) — река в России, исток в болоте Казачье в Исетском муниципальном районе Тюменской области, основное течение в Тугулымском городском округе Свердловской области. Правый приток реки Балда. Устье реки находится в 29 км по правому берегу реки Балда, на территории посёлка Заводоуспенское. В XIX веке при строительстве плотины в 1,5 км от устья для нужд бумажной фабрики был образован Заводоуспенский пруд, объёмом 8,6 млн м³, площадь зеркала 3,44 км². До образования пруда в Айбу впадала река Катарла, нижнее течение которой образовало восточный рукав пруда длиной около 3 км.
Длина реки составляет 19 км.
Площадь водосборного бассейна — 340 км².
Высота истока — 110 м над уровнем моря. Уклон реки — 2,81 м/км.

## Данные водного реестра
По данным государственного водного реестра России относится к Иртышскому бассейновому округу, водохозяйственный участок реки — Пышма от Белоярского гидроузла и до устья, без реки Рефт от истока до Рефтинского гидроузла, речной подбассейн реки — Тобол. Речной бассейн реки — Иртыш.
Код объекта в государственном водном реестре — 14010502212111200008331.